# 열정의 록큰롤!
《열정의 록큰롤!》(영어: Great Balls of Fire!)은 미국에서 제작된 짐 맥브라이드 감독의 1989년 전기 드라마 영화이다. 데니스 퀘이드가 영화 중심 인물인 로커빌리 선구자 제리 리 루이스 역을 맡았다. 애덤 필즈 등이 제작에 참여하였다.

## 출연
- 데니스 퀘이드 - 제리 리 루이스 역
- 위노나 라이더 - 마이라 게일 브라운 역
- 존 도 - J. W. 브라운 역
- 스티븐 토볼라우스키 - 저드 필립스 역
- 트레이 윌슨 - 샘 필립스 역
- 앨릭 볼드윈 - 지미 스왜거트 역
- 스티브 앨런 - 본인 역
- 리사 블런트 - 로이스 브라운 역
- 조슈아 셰필드 - 러스티 브라운 역
- 지미 본 - 롤런드 제인스 역
- 로버트 레서 - 앨런 프리드 역
- 마이클 세인트제라드 - 엘비스 프레슬리 역
- 피터 쿡
- 제리 리 루이스

## 기타 제작진
- 협력 제작: 잭 배런
- 배역: 주디스 홀스트라
- 미술: 데이비드 니컬스
- 의상: 트레이시 타이넌